# Саркузьке сільське поселення
Сарку́зьке сільське поселення (рос. Саркузское сельское поселение) — муніципальне утворення в складі Кізнерського району Удмуртії, Росія. Адміністративний центр — присілок Саркуз.
Населення становить 481 особа (2019, 581 у 2010, 601 у 2002).

## Історія
1 листопада 1951 року Староягульська сільрада була перейменована в Саркузьку. 15 лютого 1960 року сільрада увійшла до складу Асінерської сільради, але 30 листопада 1961 року відновлена знову. Головами сільради були В. С. Іванов, Г. Н. Краснов, Р. В. Саннікова (з 1983). 1951 року відкрито медпункт, 1954 року — клуб, 1968 року — садочок.

## Склад
До складу поселення входять такі населені пункти:
| Населений пункт          | Населення, осіб (2002) | Населення, осіб (2010) |
| ------------------------ | ---------------------- | ---------------------- |
| 140 квартал, присілок    | 37                     | 19                     |
| Верхній Мултан, присілок | 22                     | 17                     |
| Дома 993 км, без статусу | 9                      | 6                      |
| Ниша, присілок           | 30                     | 5                      |
| Нова Пандерка, присілок  | 28                     | 21                     |
| Саркуз, присілок         | 371                    | 378                    |
| Саркуз, селище           | 104                    | 135                    |
| Совєтський, починок      | 0                      | 0                      |

## Господарство
В поселенні діють школа, садочок, фельдшерсько-акушерський пункт, клуб, бібліотека. Серед підприємств працюють мисливське господарство, 3 фермерства, залізничний вокзал, пошта та 3 магазини.